# VY2
VY2是隸屬於山葉株式會社的Bplats於2011年4月25日所推出的VOCALOID2語音合成軟體，同時也是該公司繼VY1以後銷售的VY系列軟體，同時也是當前品質最好的男性日語VOCALOID軟體。如同過去所推出的VY1般並沒有另外設計專屬的人物形象，VY2單純是以nagimiso（なぎみそ）所繪製的日本風格的靛青色背景加上武士刀作為整體形象。而「VY2」這個名稱則是取自於「Vocaloid Yamaha 2」的英文簡寫，另外在軟體開發時則以較為偏向男性名稱的「勇馬」（ゆうま）作為代號使用。

## 歷史

### VOCALOID2
VY2在發布銷售消息不久即被證實於前作VY1被歸屬於VY系列之中，同時VY2不像其他VOCALOID軟體、跟共VY1一樣並有設定有關性別、外貌或者聲音特性等。2010年8月時，Bplats消息證實將如同VY1被定調為「女性化」聲音，VY2的語音會更偏向「男性化」的聲音，而發行日期也暫定於2010年年底。不過在12月24日時，Bplats為了能夠調整聲音資料庫的數據而決定延後發售，同時也公開消息說明VY2的聲音更接近「年輕男性」的話語。
由於VY2的聲音資料庫是以男性語音為主，Bplats也提供如沙啞等特殊的聲音效果。以收錄角色聲音來說，VY2是日本第四個以男性語音為基礎製作的VOCALOID2軟體，同時也是語音資料庫最為逼真且穩定的版本，在這之前還包括有GACKPOID、冰山KIYOTERU以及歌手音PIKO；而在鏡音鈴、連中雖然鏡音連是男性角色，但是該VOCALOID軟體則是由女声优下田麻美。不過雖然VY2是收錄當前VOCALOID軟體中年齡最小的男性配音員聲音進行編寫，不過Bplats表示聲音提供者並不希望向外界透露名字，只提到該名配音員曾經有為幾部知名作品搭配聲音。

### iVocaloid
配合山葉株式會社所推出專門為移動式平台設計的iVocaloid，VY2也提供了能夠在iPad和iPhone上創作音樂的版本。在2011年9月時採納VY2語音資料庫編寫而成的「iVOCALOID VY2」正式發售，同時用戶也能夠直接在iTunes Store上付費下載。

### VOCALOID3
2011年7月8日，Bplats便表示會為先前的VY1與VY2音樂軟體提供甫剛發表的VOCALOID3軟體更新服務，同時軟體銷售也將取消VOCALOID2版本的製作並繼續以當前所儲存的商品販售，在這之後Bplats則將會完全改採用VOCALOID3引擎的新版本。不過儘管VY1的更新版本VY1V3已經與Mew一同捆綁銷售，但是Bplats仍然對VY2其VOCALOID3版本的消息卻始終沒有更新，一些社群則推測這代表VOCALOID3軟體版本仍然處於開發階段。不過實際上採用VOCALOID2引擎的VY1與VY2語音資料庫，也可以直接在VOCALOID3引擎使用並繼續創作音樂。

## 銷售
2011年3月時，Bplats首次於「Y2×VOCALOID CAFE」中公布了VY2其15秒鐘的語音版本。之後在2011年4月4日時，Bplats於官方網站和Youtube上發表了第一首示範歌曲《安里屋協作謠》（安里屋ユンタ），歌曲則是以VY1與VY2一同演唱為主軸。而在4月14日時則推出由「Re:nG」所重新製作的歌曲《你持花我詠歌》（貴方に花を 私に唄を），而在2011年4月20日時Bplats則推出同時由VY1與VY2所一同演唱的《灰姑娘》（サンドリヨン）。在4月8日開始於VOCALOID STORE上提供VY2的預購服務，最終在2011年4月25日正式進行銷售工作。此外Bplats也在第八卷雜誌上，附贈包括VY2、VY1V3以及初音未來的測試版本來讓消費者使用。不同於其他同樣在日本推出的VOCALOID，VY2和與VY1本身並沒有官方所提供的人物形象；Bplats對此表是主要原因在於希望能夠藉此讓創作者不受到拘束，同時也不需要參考角色形象創作。
相較於其他VOCALOID軟體來說，VY2在語音部分聽起來較為逼真且穩定。而由於VY2和前作VY1其設計更傾向給專業人士創作使用，這使得這兩者語音經常被使用在不同應用軟體和設備，這也包括其他由山葉株式會社所製造的衍生產品上。然而不像VY1經常獨自使用於音樂作品之中，藉由VY2所創作的歌曲內容往往會另外添加額外的聲樂或者替代效果，而比較少有單獨的軟體聲音作品出現沒。此外絕大多數使用VY2音樂軟體者往往是採取付費下載聲音資料庫的方式，而較少有像VY1般選擇購買相關軟體進行創作。另外雖然VY1在銷售時便一次推出標準版和豪華版兩種類型，但VY2並沒有提供這樣不同內容販售的方式；其中Bplats將VY2的軟體定價設在11,800日圓左右，不過在銷售時則提供有作品示範CD選購。
另外Bplats也參與其他計畫或者舉辦一些活動促進軟體銷售，例如VY2原本計畫要將其語音資料提供給自動編寫歌曲的VocaListener作為參考，但是後來則取消了合作方案。而在2011年5月29日，Bplats的「VOCALOID FESTA02」則與pixiv的合作舉辦了VocaFes來讓愛好者發表自己心目中的VY1與VY2形象，最終由翻車魚的姐姐（マンボウの姉）所設計的圖像「66」被選為優秀賞作品，並成為公式所採用的角色形象。此外Bplats還授權飛天膠囊數位科技有限公司，能夠於台灣銷售VY2的標準版。

## 使用
Bplats在資料中提到VY2主要是針對專業音樂家所設計，因此與其他語音資料庫來說更加強調高品質的輸出。雖然與過去同樣是VOCALOID軟體的VY1說明一樣提到VY2並沒有固定的形象，但絕大多數用戶仍是依照聲音特性而推測其為「年輕男子」的角色。由於聲音主要是偏向年輕男性的音域，這也意味著VY2的語音資料庫在創作一般輕快歌曲時能夠更為簡易。不過基本上VY2所採用的聲音資料庫，與VY1所適合使用的音樂類型相似。而針對單純配音所造成的不良音效問題，VY2與其他VOCALOID軟體相比更能夠自然的進行混音作業。
由於VY2軟體設計部分能夠有效避免非預料性的噪音出現，這也使得使用者能夠直接使用音樂資料庫的語音內容。其中Bplats提到VY2的音域可以從A1到E3，這個音樂大約介於GACKPOID和冰山KIYOTERU之間。與其他VOCALOID軟體相比VY2能夠產生較為低沉的聲音，在這之前男性語音資料庫只有GACKPOID能夠在創作低沉歌曲時不會有怪異聲效。不過雖然VY2和GACKPOID是當前VOCALOID中最佳音域設定第二低的軟體，而最低適合音域則是英語發音的Big Al。
最適合VY2使用的音域範圍大概是C2左右，而在數首示範樂曲公布後一些評論家提到VY2比其他日語男性語音的VOCALOID還要好得許多，這導致一些製作者甚至乾脆放棄嘗試使用其他VOCALOID軟體。不同於VY1將音域的合適範圍交由用戶自行研究，Bplats在推出VY2時也提供建議的音域給用戶參考，但是也有些用戶反映這樣作法並無多大的意義。同時為了改善VY1的聲音不夠逼真的問題，VY2提供有更為自然的弱音功能。VY2作為日本最後一個進行銷售的VOCALOID2版本音樂軟體，在理論上安裝VY2便能夠修復先前VOCALOID2各個版本所出現的問題，甚至也能夠直接解決以舊引擎為主編寫的PRIMA所延伸的問題。
相較於其他VOCALOID2軟體來說，VY2本身並沒有嚴重的問題。不過一些創作者表示當要讓VY2演唱和的聲音時，往往在調弱時會改變成為的聲音，不過這個問題能夠藉由固定聲音軌道或者修改聲音音質來解決。另外一些用戶則表示由於VY2與VY1都沒有代表人物形象，這使得人們很難透過歌曲了解演唱的虛擬歌手。

## 著名歌曲

### 示範歌曲
| 曲目表 | 曲目表 | 曲目表 | 曲目表 | 曲目表 | 曲目表 |
| 曲序   | 曲目   |        | 作曲   | 编曲   | 时长   |
| ------ | ------ | ------ | ------ | ------ | ------ |
| 1.     |        | Dios   | Dios   | Dios   | 4:36   |
| 2.     |        |        |        | Dios   | 1:11   |
| 3.     |        | Re:nG  | Re:nG  | Dios   | 3:22   |

### 原創歌曲
| 曲目表 | 曲目表                                              | 曲目表                  | 曲目表                  | 曲目表 |
| 曲序   | 曲目                                                |                         | 作曲                    | 时长   |
| ------ | --------------------------------------------------- | ----------------------- | ----------------------- | ------ |
| 1.     |                                                     | 我家後院死了一隻翻車魚P | 我家後院死了一隻翻車魚P | 3:41   |
| 2.     |                                                     |                         |                         | 4:37   |
| 3.     |                                                     |                         |                         | 3:56   |
| 4.     |                                                     | sensyuu                 | sensyuu                 | 2:11   |
| 5.     |                                                     | hitoshi                 | hitoshi                 | 4:19   |
| 6.     |                                                     | 猿樂雅                  | 猿樂雅                  | 4:28   |
| 7.     |                                                     |                         |                         | 3:48   |
| 8.     |                                                     |                         |                         | 4:53   |
| 9.     |                                                     | 偶然32P                 | 偶然32P                 | 3:35   |
| 10.    | 【VY2氷山キヨテル】「堕天詩」【オリジナルリメイク】 |                         |                         | 4:29   |
| 11.    |                                                     | red card P              | red card P              | 5:06   |
| 12.    |                                                     | pepe                    |                         | 3:37   |
| 13.    |                                                     | 我家後院死了一隻翻車魚P | 我家後院死了一隻翻車魚P | 5:01   |
| 14.    |                                                     | 我家後院死了一隻翻車魚P | 我家後院死了一隻翻車魚P | 5:56   |
| 15.    |                                                     | EZFG                    | EZFG                    | 3:16   |
| 16.    |                                                     | red card P              | red card P              | 4:50   |
| 17.    |                                                     |                         |                         | 1:28   |

### 翻唱歌曲
| 曲目表 | 曲目表 | 曲目表                  | 曲目表                  | 曲目表                  | 曲目表 |
| 曲序   | 曲目   |                         | 作曲                    | 编曲                    | 时长   |
| ------ | ------ | ----------------------- | ----------------------- | ----------------------- | ------ |
| 1.     |        | natsuP                  | natsuP                  |                         | 3:50   |
| 2.     |        |                         |                         | 神無月P                 | 4:05   |
| 3.     |        |                         |                         |                         | 5:42   |
| 4.     |        | EasyPop                 | EasyPop                 |                         | 3:56   |
| 5.     |        | 流星P                   | 流星P                   |                         | 3:59   |
| 6.     |        | 新城P                   | 新城P                   |                         | 2:52   |
| 7.     |        | Souya                   | 愛鍵祥                  |                         | 3:17   |
| 8.     |        | Mothy                   | Mothy                   |                         | 4:05   |
| 9.     |        | YM                      | YM                      |                         | 3:44   |
| 10.    |        | 拉瑪茲P                 | 拉瑪茲P                 | 元就P                   | 4:04   |
| 11.    |        | 我家後院死了一隻翻車魚P | 我家後院死了一隻翻車魚P | 我家後院死了一隻翻車魚P | 3:12   |

12.Vy2v3 x Piko Cendrillon Cover
13.【VY2】outer science
14.[VY2]虎視眈々[VOCALOID Cover]

## 評價
VY2比起VY1相比獲得更多迴響，主要原因在於Bplats所推出的VY系列構想更加被消費者族群理解。一些使用VY2軟體的創作者表示其是日本男性語音VOCALOID2軟體中最好的作品，而目前為止也沒有一個男性語音的VOCALOID資料庫能夠與VY2的高質量相比。另外雖然與知名的VOCALOID軟體相比以VY2為主上傳的影片只有到一般平均數量，然而在NICONICO動畫中VY2所獲得的平均留言數卻是排名在前幾名中；不過一些分析家認為主要原因在於如少數由我家後院死了一隻翻車魚P（家の裏でマンボウが死んでるP）等創作歌曲打亂平均數字，而實際上絕大多數的VY2歌曲並無受到眾人注目。

## 瑣事
- 在發布後仍有些愛好者錯誤將VY2稱為「勇馬」，但實際上勇馬只是VY2開發時所使用的代號，而Bplats也始終沒有為VY2設定任何元素。
- 最初VY2的盒裝藝術原本是設計以服裝或者其他配件為主，然而Bplats認為這樣仍會給用戶太多人物設定的假想空間，因此最後只採用nagimiso脇差的曖昧設計。
- 雖然Bplats沒有承認任何有關的人物形象設定，但是許多人仍直接從男性語音來假想VY2為男性角色；同時由於發售日期從2010年延後到2011年一事，這使得許多愛好者拿VY2與先前同樣延後發售的BIG-AL與TONIO等男性語音VOCALOID軟體作比較。
- 由於Bplats所推出的VY2和INTERNET（インターネット）所推出的GACKPOID同樣都是採用了武士刀的元素，這使得一些愛好者覺得應該要有兩個VOCALOID軟體之人物的競賽。

## 外部連結
- （日語） http://shop.vocaloidstore.com/index.php?gOo=goods_details.dwt&goodsid=5469&productname= （页面存档备份，存于）